# Yumiko Kawahara
Yumiko Kawahara (jap. 川原 由美子 Kawahara Yumiko; ur. 20 kwietnia 1960 w Kamiiso w Japonii) – japońska mangaka, tworząca przede wszystkim mangi shōjo. Zadebiutowała w 1978 mangą Kotchi muite Marie!! w tygodniku Shōjo Comic, za którą dostała Nagrodę Shogakukan New Artist.
W 1986 otrzymała Nagrodę Shogakukan Manga w kategorii shōjo za Zenryaku: Milk House (jap. 前略・ミルクハウス). W Stanach Zjednoczonych jest najbardziej znana z mangi Dolls, która została zlicencjonowana przez Viz Media.